# Supercoppa italiana 2022 (pallavolo maschile)
La Supercoppa italiana 2022, 27ª edizione della Supercoppa nazionale di pallavolo maschile, si è svolta dal 31 ottobre al 1º novembre 2022: al torneo hanno partecipato quattro squadre di club italiane e la vittoria finale è andata per la quarta volta alla Sir Safety Perugia.

## Formula
La formula ha previsto semifinali, finale terzo posto e finale.

## Squadre partecipanti
| Squadra            | Qualificazione                  |
| ------------------ | ------------------------------- |
| Lube               | Vincitrice Superlega 2021-22    |
| Modena             | 4ª in Superlega 2021-22         |
| Sir Safety Perugia | Vincitrice Coppa Italia 2021-22 |
| Trentino           | Finalista Coppa Italia 2021-22  |

## Torneo
|  | Semifinali         | Semifinali |                    |      | Finale          | Finale          |  |
|  |                    |            |                    |      |                 |                 |  |
|  | Lube               | 3          |                    |      |                 |                 |  |
|  | Lube               | 3          |                    |      |                 |                 |  |
|  | Modena             | 0          |                    |      |                 |                 |  |
|  | Modena             | 0          |                    | Lube | 2               |                 |  |
|  |                    |            |                    | Lube | 2               |                 |  |
|  |                    |            | Sir Safety Perugia | 3    |                 |                 |  |
|  | Sir Safety Perugia | 3          | Sir Safety Perugia | 3    |                 |                 |  |
|  | Sir Safety Perugia | 3          |                    |      |                 |                 |  |
|  | Trentino           | 2          |                    |      | Finale 3º posto | Finale 3º posto |  |
|  | Trentino           | 2          |                    |      |                 |                 |  |
|  |                    |            |                    |      |                 |                 |  |
|  |                    |            |                    |      | Modena          | 1               |  |
|  |                    |            |                    |      | Modena          | 1               |  |
|  |                    |            |                    |      | Trentino        | 3               |  |

### Semifinali
| 31 ottobre 2022 PalaPirastu, Cagliari Durata: 1h:29 - Spettatori: ?     | Lube               | 3 - 0 | Modena   | 25-23, 25-23, 25-20              |
| 31 ottobre 2022 PalaPirastu, Cagliari Durata: 2h:19 - Spettatori: 2 014 | Sir Safety Perugia | 3 - 2 | Trentino | 23-25, 25-17, 25-22, 22-25, 15-7 |

### Finale 3º posto
| 1º novembre 2022 PalaPirastu, Cagliari Durata: 1h:55 - Spettatori: ? | Trentino | 3 - 1 | Modena | 25-14, 23-25, 33-31, 25-18 |

### Finale
| 1º novembre 2022 PalaPirastu, Cagliari Durata: 2h:05 - Spettatori: 2 572 | Lube | 2 - 3 | Sir Safety Perugia | 25-20, 22-25, 25-23, 22-25, 8-15 |